# Вулкомб, Джослин
Дама Джослин Мэй Вулкомб DBE (англ. Dame Jocelyn May Woollcombe; 9 мая 1898 — 30 января 1986) — британская военачальница, директор Женской вспомогательной службы ВМС (соответствующее звание — адмирал флота Великобритании) с 1946 по 1948 годы. Дама-командор Ордена Британской империи (1950).

## Должности
- Почётный секретарь Его Величества: 1949
- Генеральный секретарь Британского Совета по помощи беженцам (отделение в Венгрии): 1957—1958
- Глава сестринской службы (Женская вспомогательная служба ВМС): 1956—1965
- Глава службы милосердия (Женская вспомогательная служба ВМС): 1942—1967
- Президент Ассоциации ветеранов Женской вспомогательной службы ВМС: 1959—1981